# Fundplatz Amplero

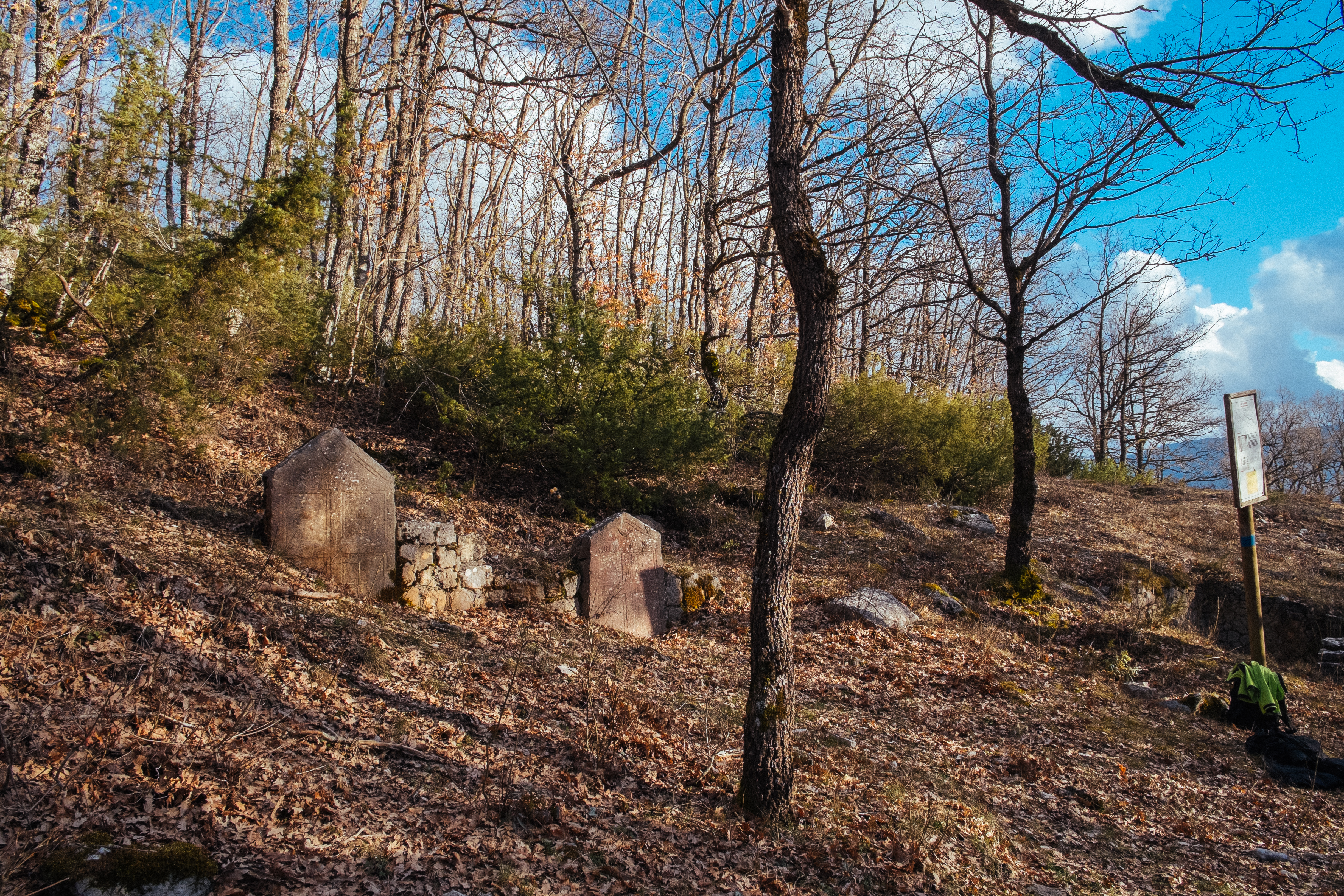
Nekropole Cantone

Der Fundplatz Amplero ist eine archäologische Fundstätte bei Collelongo in der italienischen Region Abruzzen. Er zeigt beispielhaft die Entwicklung einer vorurbanen Siedlung der mitteladriatischen Kultur von der Bronzezeit bis zur späten Römischen Kaiserzeit. Museal aufbereitet wird der Fundplatz Amplero im Archäologiemuseum Collelongo.

## Lage
Der Fundplatz liegt im Südwesten der Marsica in der Provinz L’Aquila im Amplero-Tal, einem nördlichen Seitental des Vallelonga. Das Tal besteht aus einer kleinen, nordöstlich von Collelongo gelegenen Talmulde. Letztere wird auf drei Seiten von Bergen des Abruzzischen Apennins eingegrenzt und weist einen dolinenähnlichen Charakter mit einem Ponor an ihrem südlichen, zum Vallelonga offenen Ende auf. Die durchschnittliche Höhe des Talbodens liegt bei 830 m s.l.m. An der Nordseite steigt das Tal zum bewaldeten Hügel „La Giostra“  an. An der West- und Ostseite des Hügels führen zwei kleine Täler zum 150 m tiefer gelegenen Becken des Fuciner Sees. Der Fundplatz liegt im 588,8 km² großen NATURA-2000-Naturschutzgebiet Parco Nazionale d’Abruzzo.

## Geschichte

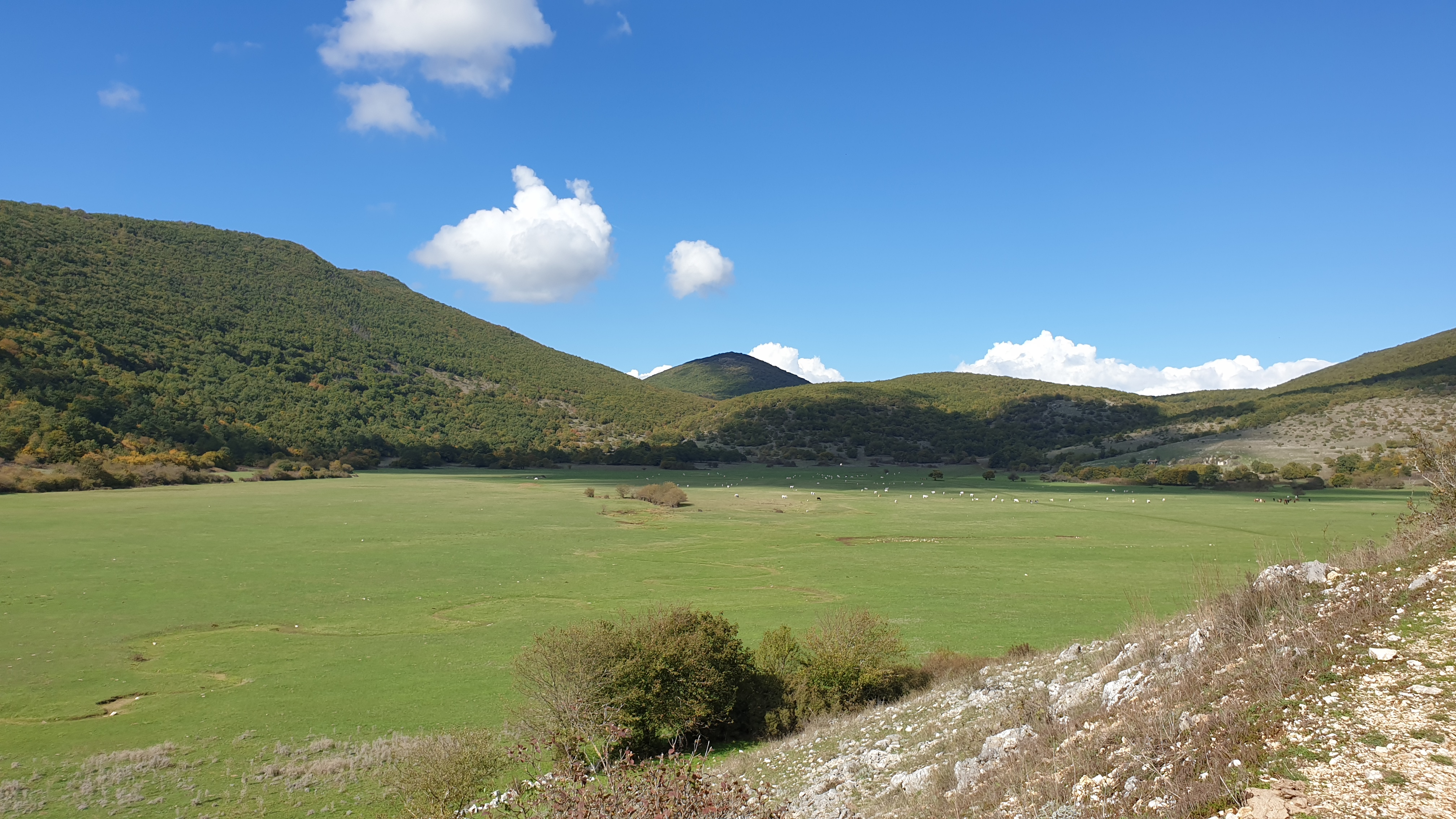
Der nördliche Talabschluss des Valle di Amplero mit dem Hügel La Giostra

Amplero wurde bereits in der Jungsteinzeit begangen, wie Funde in der Örtlichkeit Trasaulo (⊙) an der Westseite der Doline zu Füßen des Monte Annamunna (1220 m) belegen. An gleicher Stelle wurden zudem eine Reihe von Terrakotta-Scherben entdeckt, die der Proto-Villanovakultur der Späten Bronzezeit zugeordnet werden können. Vermutlich entstand die Siedlung am Rand einer Wasserfläche, zu einem Zeitpunkt, als die Senke von Amplero zumindest teilweise mit Wasser gefüllt war.
In der Eisenzeit entstanden in unmittelbarer Umgebung des Amplero-Tals zwei kleine befestigte Zentren. Die höhere der beiden Anlagen wurde westlich auf dem Kamm des Monte Annamunna auf einer Höhe von 1211 m s.l.m. errichtet, die andere nördlich des Tals auf dem Hügel „La Giostra“ (1032 m). Beide hatten die Aufgabe, den Übergang von Amplero zum Fuciner See zu kontrollieren. Die beiden befestigten Zentren gehören zu einem ganzen Netz von kleineren und größeren Oppida, die im Hochland der Marsica errichtet wurden.
Funde belegen, dass das Oppidum mindestens auf das 6. Jahrhundert v. Chr. zurückgeht. Es ist daher naheliegend anzunehmen, dass das befestigte Zentrum in Beziehung zur Steinkreisgräberkultur steht. Die innerhalb der Mauern entdeckten Reste von Hütten und von Alltagsgegenständen zeigen, dass der Ort mit ziemlicher Sicherheit dauerhaft bewohnt war und nicht nur als militärischer Vorposten oder als Notunterkunft diente. Es liegt daher die Vermutung nahe, dass das Oppidum bereits in der Frühen Eisenzeit entstand, als Ersatz für die mittlerweile aufgegebene Siedlung der Späten Bronzezeit. Möglicherweise bestand es zunächst nur aus einfachen Holzpalisaden.
Unterstrichen wird diese Annahme durch einige Funde in der nahen Örtlichkeit „S. Castro“, bei der vermutlich die Nekropole von „La Giostra“ lag. Neben einigen Waffen aus Eisen, darunter einem Schwert aus dem 6. Jahrhundert v. Chr., wurde in S. Castro ein Fragment einer Grabstelle gefunden, die unter der Bezeichnung „Beine des Teufels“ bekannt ist und in ihrer Art und ihrer Ausführung an den Krieger von Capestrano erinnert, der ebenfalls der Frühen Eisenzeit zuzuordnen ist.
Die Siedlung „La Giostra“ wurde zwischen dem Ende des 4. und dem Beginn des 3. Jahrhunderts v. Chr., vermutlich im Zuge des Ersten Samnitenkrieges, zerstört. Noch im Laufe des 3. Jahrhunderts und insbesondere dann ab dem 1. Jahrhundert v. Chr. wurde der Ort nun vor allem für religiöse Riten aufgesucht, wie zahlreiche aufgefundene Votivgaben unterstreichen. Zeitgleich entstand in der Örtlichkeit S. Castro eine neue Siedlung, was die endgültige schrittweise Aufgabe von „La Giostra“ als Siedlungsplatz zur Folge hatte. Möglicherweise um das 2. Jahrhundert v. Chr. war auf La Giostra ein erstes Heiligtum errichtet worden, während die Wallmauern zu Beginn des 1. Jahrhunderts v. Chr. wahrscheinlich im Zusammenhang mit dem Bundesgenossenkrieg ausgebessert wurden. Kurz danach wurde ein größerer Tempel mit drei Cellae errichtet, der mit Wandmalereien im römischen Architekturstil ausgeschmückt war. Der Tempel wurde vermutlich bereits ab der späten Kaiserzeit schrittweise wieder aufgegeben. Zwei dort gefundene Firmalampen aus dem 2. Jahrhundert n. Chr. sind die jüngsten Fundstücke, die eine Nutzung belegen.
Der auf Terrassen angelegte italo-römische Vicus, der später nach einer noch 1580 dort belegten Kapelle S. Casto benannt wurde, bestand dagegen noch bis zur Spätantike. Das Vorhandensein mehrerer Grabstellen in der Siedlung lässt den Schluss zu, dass S. Castro entstand, ohne die für römische Siedlungen charakteristische räumliche Trennung zwischen Grabstätten und Wohnraum einzuhalten. Unter den dort entdeckten Gräbern finden sich zwei Grabstätten aus dem 2. Jahrhundert n. Chr., die für eine Feuerbestattung angelegt wurden – ein Ritus, der bei den Marsern nicht üblich war und hier in der Umgebung erstmals nachgewiesen ist. Sehr wahrscheinlich wurden die beiden Gräber für Liberti oder Immigranten angelegt.
Mit dem Vicus „S. Castro“ in Verbindung steht die etwas nördlich davon gelegene Nekropole im Cantone-Tal. Die Nekropole „Cantone“ besteht aus mehreren zum Teil übereinander liegenden Grabreihen. Sie wurde zwischen der zweiten Hälfte des 1. Jahrhunderts v. Chr. und der ersten Hälfte des 1. Jahrhunderts n. Chr. angelegt. Die einheitliche Struktur der Gräber lassen den Schluss zu, dass es sich um eine homogene soziale Gruppe gehandelt haben muss. Die gefundenen Grabinschriften unterstreichen dies, da sie lokal gebräuchliche Namen von Freien tragen. Nach der Aufgabe des Siedlungsplatzes in der Spätantike wurden die Ruinen über Jahrhunderte von Hirten genutzt.

## Entdeckung
Das Amplero-Tal wurde ab 1969 von Archäologen der Universität Pisa systematisch untersucht. Vorausgegangen war 1968 eine Prospektion, bei der der Festungswall und das Heiligtum auf dem Hügel „La Giostra“, die Reste der Siedlung „S. Castro“ sowie die Nekropole „Cantone“ ausgemacht wurden. Die ersten Notizen über antike Funde in der Gegend stammen aber bereits aus dem 19. Jahrhundert. 1878 beschrieb der aus Collelongo stammende Archäologe Carmelo Mancini mehrere lateinische Inschriften, die er in der Nekropole Cantone vorfand. Bei seinen Beschreibungen beschränkte sich Mancini auf das Wesentliche, da er seine Ergebnisse später ausführlich abhandeln wollte und er befürchtete, es könnte jemand anderes in der Zwischenzeit über den Fundort publizieren. Die Steintafeln mit den Inschriften verblieben indessen an ihrem Fundort, fanden aber Aufnahme im IX. Band des Corpus Inscriptionum Latinarum von Theodor Mommsen. Lediglich eine der von Mommsen katalogisierten Inschriften ging später zu einem unbekannten Zeitpunkt vermutlich durch Raubgrabungen verloren. Der Fundort geriet in der Folge bis in die 1950er Jahre wieder in Vergessenheit. Erst als 1957 die im Volksmund als „Beine des Teufels“ bezeichneten Überreste einer Grabstele geborgen wurde, rückte er wieder in das Interesse der Archäologen. Eine erste Grabungskampagne dauerte von 1969 bis 1975. Die zweite Kampagne von 1980 bis 1989 wurde von Cesare Letta und Maurizio Poletti geleitet, die beide ausführlich über den Fundplatz publizierten.

## Beschreibung

### Oppidum „La Giostra“
Das Oppidum „La Giostra“ ⊙ liegt auf der Kuppe des gleichnamigen Hügels. Die Anlage hatte einen Umfang von 350 m und bedeckte eine Fläche von 1 Hektar. Sie besaß einen ovalen Grundriss und passte sich dem Verlauf der Höhenlinien an. Eingegrenzt wurde sie von einer doppelten Ringmauer, die aus ungleichmäßigen Blocksteinen bestand, die vor Ort gebrochen wurden. Der Ringmauer vorgelagert waren auf drei von vier Seiten zwei Wassergräben, von denen allerdings nur noch spärliche Spuren vorhanden sind. Wahrscheinlich besaß das Oppidum nur einen einzigen, 8 m langen und bis zu 2,3 m breiten, korridorähnlichen Zugang, der auf der Südseite lag. Letzterer war von zwei zulaufenden Mauern eingegrenzt. Die Maueröffnung des Eingangs wurde später noch verkleinert.
Innerhalb der Mauern befand sich ein Heiligtum mit zwei Gebäuden, deren Grundmauern bis auf eine Höhe von 1 m noch erhalten sind und deren Grundrisse noch klar ersichtlich sind. Des Weiteren lagen innerhalb der Ringmauern eine Zisterne sowie ein Opferplatz für Votivgaben.
Das Mauerwerk des kleineren der beiden Gebäude kann dem 2. Jahrhundert v. Chr. zugeschrieben werden. Der Bau hatte eine Länge von 8,5 m und eine Breite von 4,90 m. Er besaß zwei mit einem Durchgang verbundene Räume. Sein Zweck ist aufgrund der zahlreichen baulichen Veränderungen, denen er ausgesetzt war, nicht zweifelsfrei zu bestimmen. Unmittelbar nördlich schließt die 3,55 m tiefe Zisterne an, die die Form eines sich verengenden Brunnenschachts hat. Eine Tonschicht verhinderte, dass das dort gesammelte Regenwasser in den Untergrund versickerte. Die Zisterne besitzt eine Form, die auch an anderen Orten der Marsica anzutreffen ist.
Das zweite Gebäude liegt in unmittelbarer Nähe der Zisterne. Es hat einen rechteckigen Grundriss und ist etwa 17,10 m lang und 10,35 m breit. Der Bau besteht aus vier Räumen. Der Raum an der Südseite diente als Portikus und erstreckte sich über die gesamte Länge des Baus. Dahinter lagen drei unterschiedlich große Räume, die nur zum Portikus hin offen waren. Im Gegensatz zum kleineren Bauwerk kann der ursprüngliche Zweck des Gebäudes als Heiligtum eindeutig festgelegt werden. Der mittlere der drei Räume bildete die Cella. Möglicherweise waren alle drei Räume mit Wandmalereien ausgeschmückt. Spuren davon wurden aber nur in der Cella gefunden. Dort fanden sich auch die Reste eines Fußbodenbelages aus Opus signinum.
Die Ruinen der Anlage sind von einem dichten Wald aus Eichen und Steineichen bedeckt, so dass sie zum Teil nur schwer auszumachen sind.

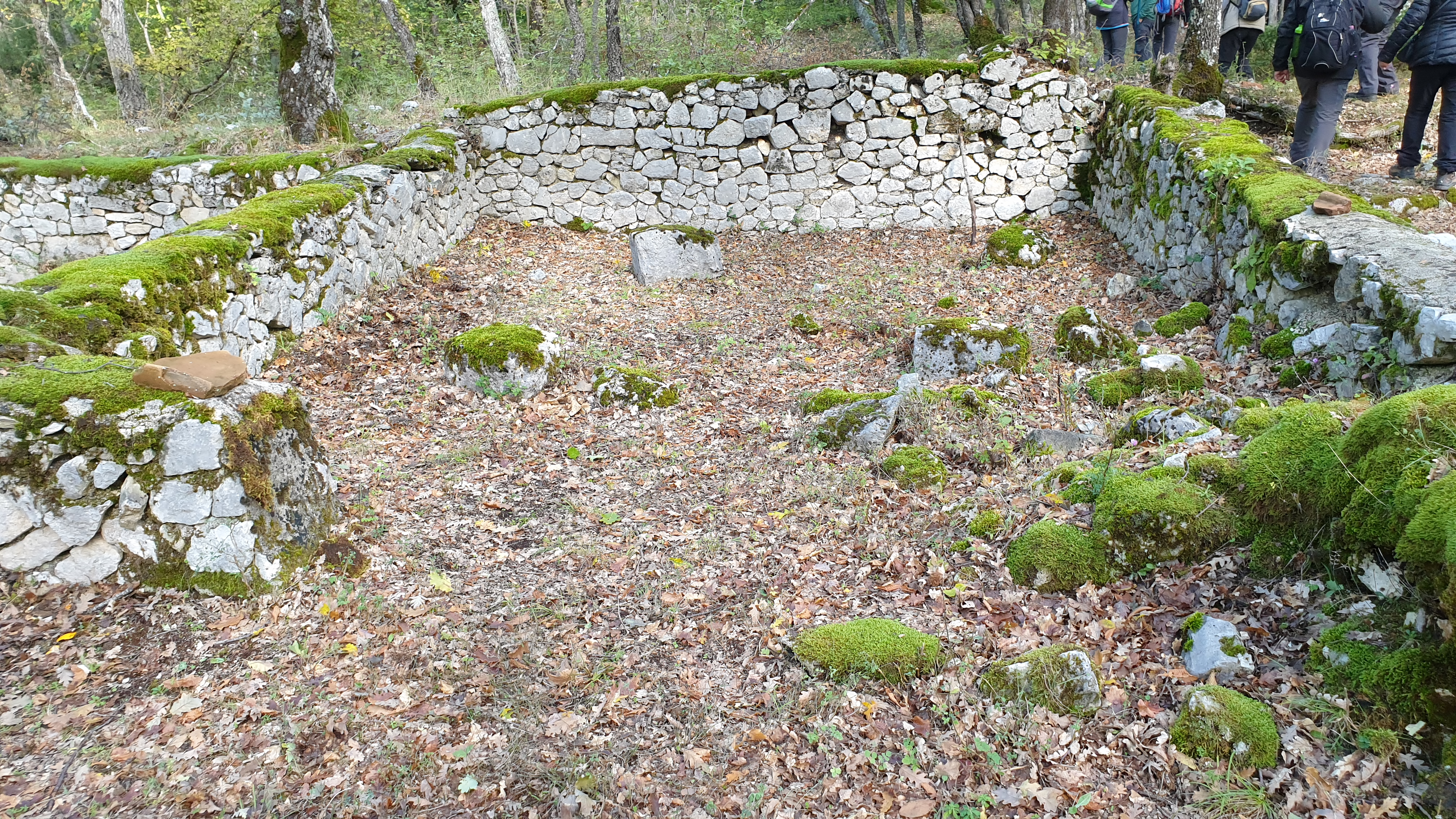
Reste des Tempels auf „La Giostra“, mit der Cella
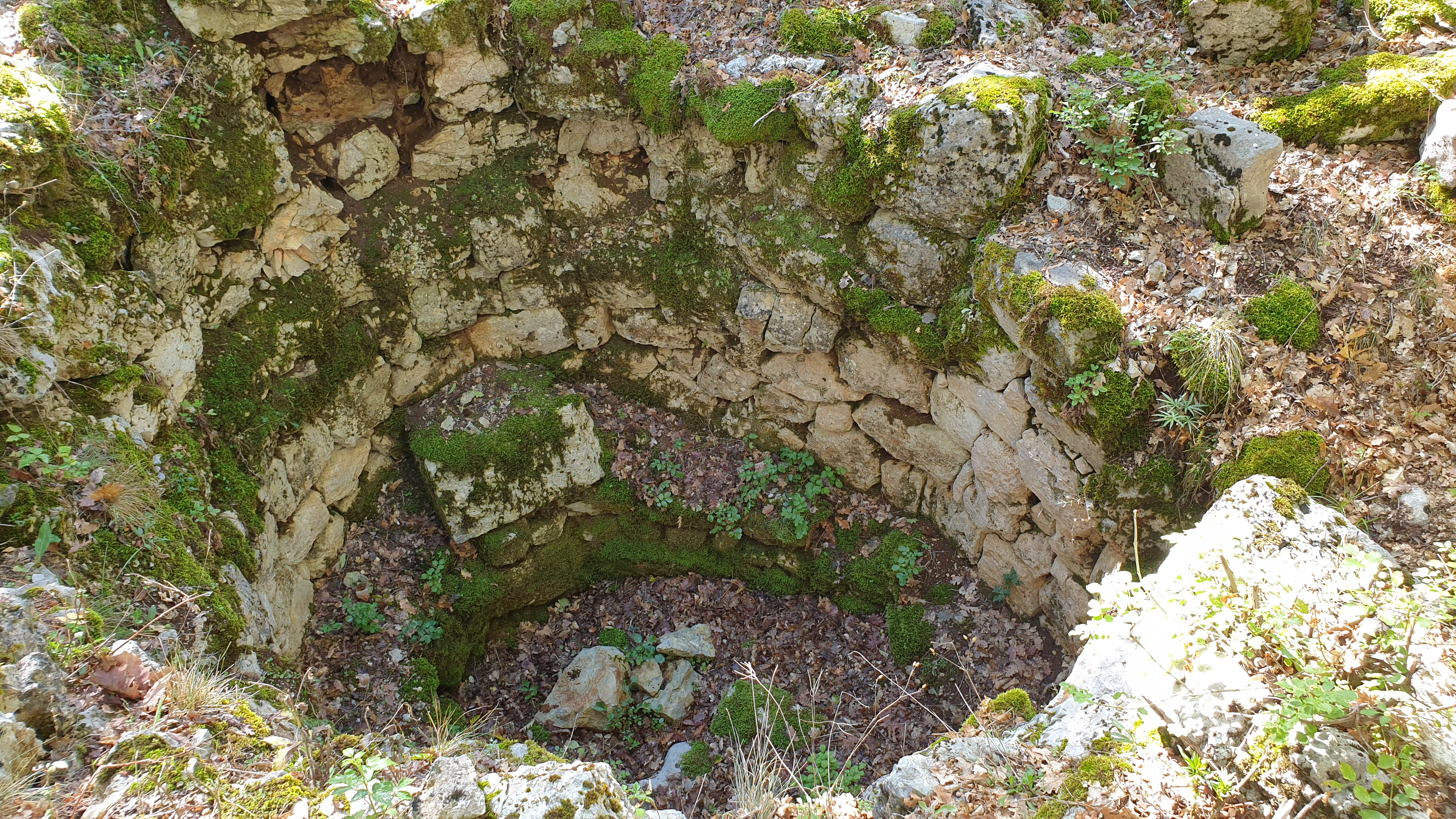
Die Zisterne auf „La Giostra“
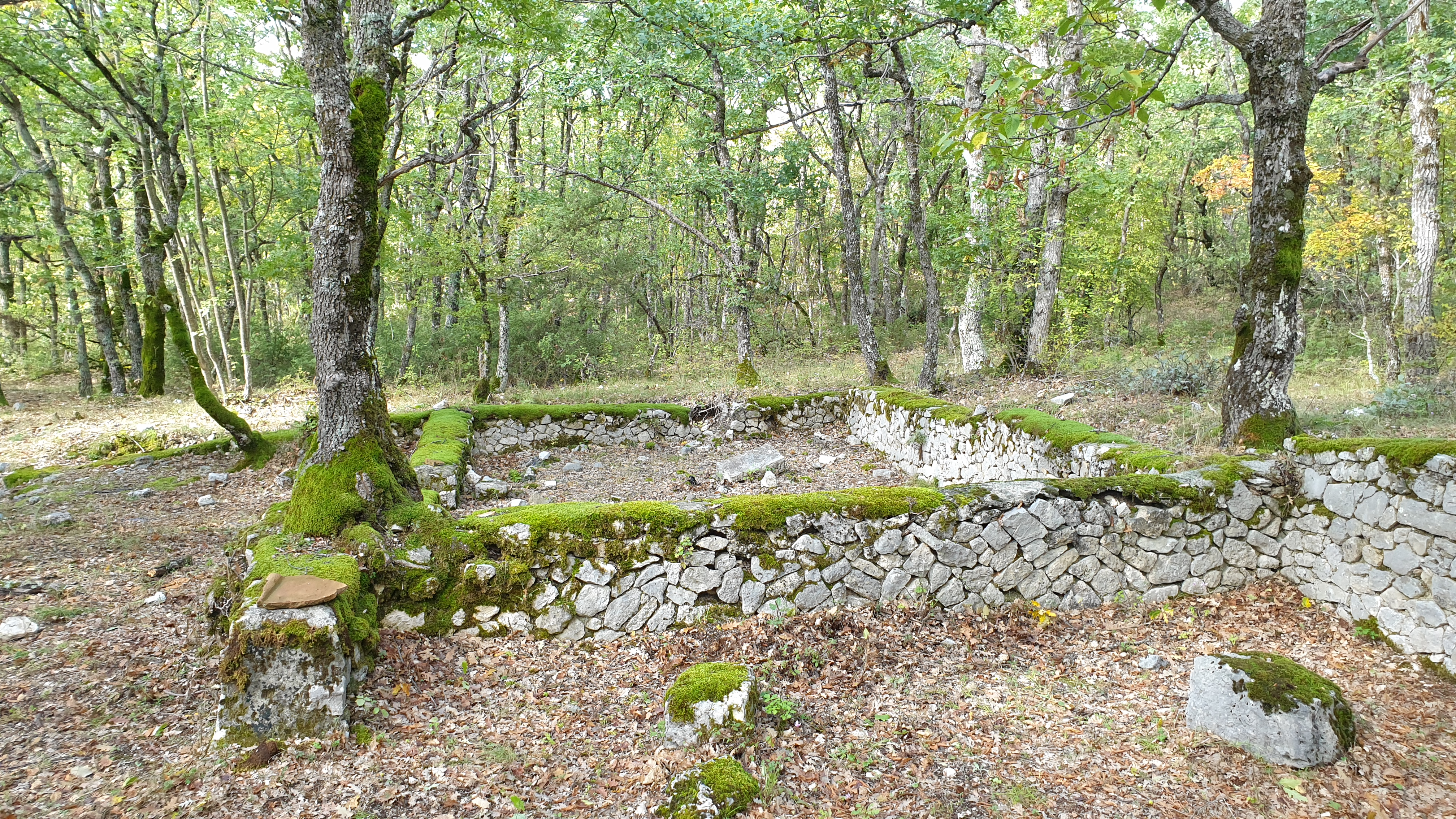
Die Grundmauern des Tempels auf „La Giostra“ mit zwei der drei Räume, aus denen der Tempel bestand

### Vicus „S. Castro“
Die Ruinen des Vicus „S. Castro“ ⊙ erstrecken sich auf einem weitflächigen terrassierten Hang, der zur Senke von Amplero abfällt. Sie bedecken eine Fläche von etwa 18 Hektar und liegen auf einer Höhe zwischen 975 und 875 m. Bei den verschiedenen zwischen 1980 und 1982 durchgeführten Erkundungen konnten über 90 Mauerstrukturen ausgemacht werden. Ein Großteil davon diente als Terrassen, es wurden aber auch die Spuren von Gebäuden entdeckt. Da die Terrassen noch bis in die jüngere Zeit landwirtschaftlich genutzt wurden, liegen die alten Mauern der italisch-römischen Siedlung zum Teil unter neuen Bauten oder wurden sogar komplett durch Neuanlagen ersetzt.
Bei einer Grabungskampagne 1985 wurde ein Sektor auf einer Fläche von 600 m² genauer untersucht, wobei vier Siedlungsphasen festgestellt wurden. Die erste Phase ist durch die landwirtschaftliche Nutzung des Geländes bis in die jüngere Zeit gekennzeichnet. Aus der zweiten Phase stammen unter anderem Keramikreste aus dem Mittleren und Späten Kaiserreich. Es wurden aber auch zahlreiche afrikanische Sigillata aus der Spätantike freigelegt.
Das Fehlen von Bauten im Grabungssektor mag darauf zurückzuführen sein, dass der Bereich in einer dritten Phase als Nekropole diente. Acht Gräber konnten insgesamt freigelegt werden. Zwei Gräber dienten der Feuerbestattung. In den anderen Gräbern wurden die sterblichen Überreste einer jungen Frau, zweier Kinder und eines erwachsenen Mannes entdeckt. Die Gräber können aufgrund der Grabbeigaben auf die Kaiserzeit der Flavier und das 2. Jahrhundert n. Chr. datiert werden.
Die vierte Phase ist durch die Stützmauern der Terrassen gekennzeichnet. Nicht geklärt ist, ob sie ursprünglich auch eine andere Funktion besaßen. Bei der Grabungskampagne wurde auch eine große rechteckige Zisterne zum Teil freigelegt, die mit Opus signinum ausgelegt war.

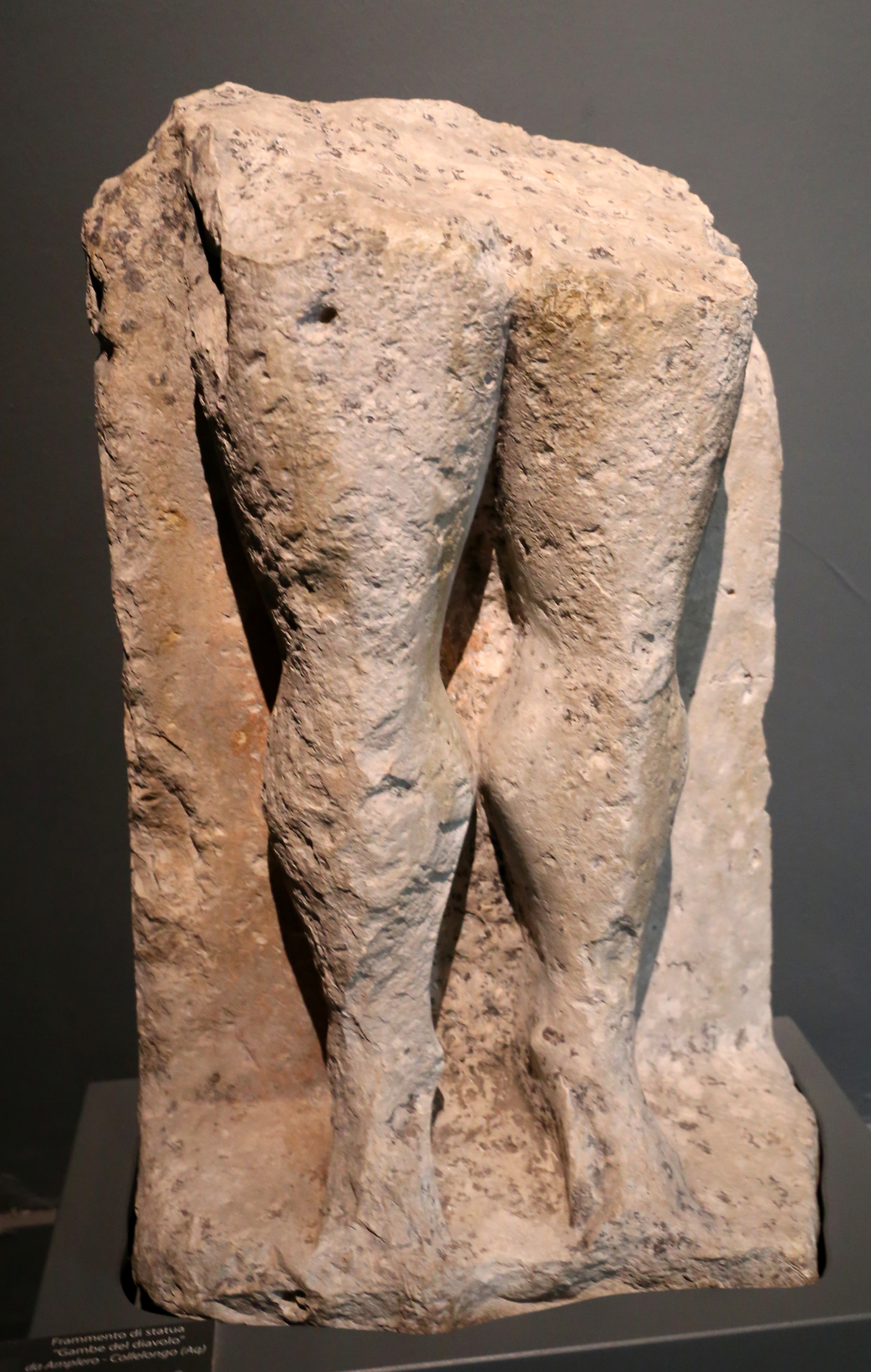
Grabstele „Beine des Teufels“
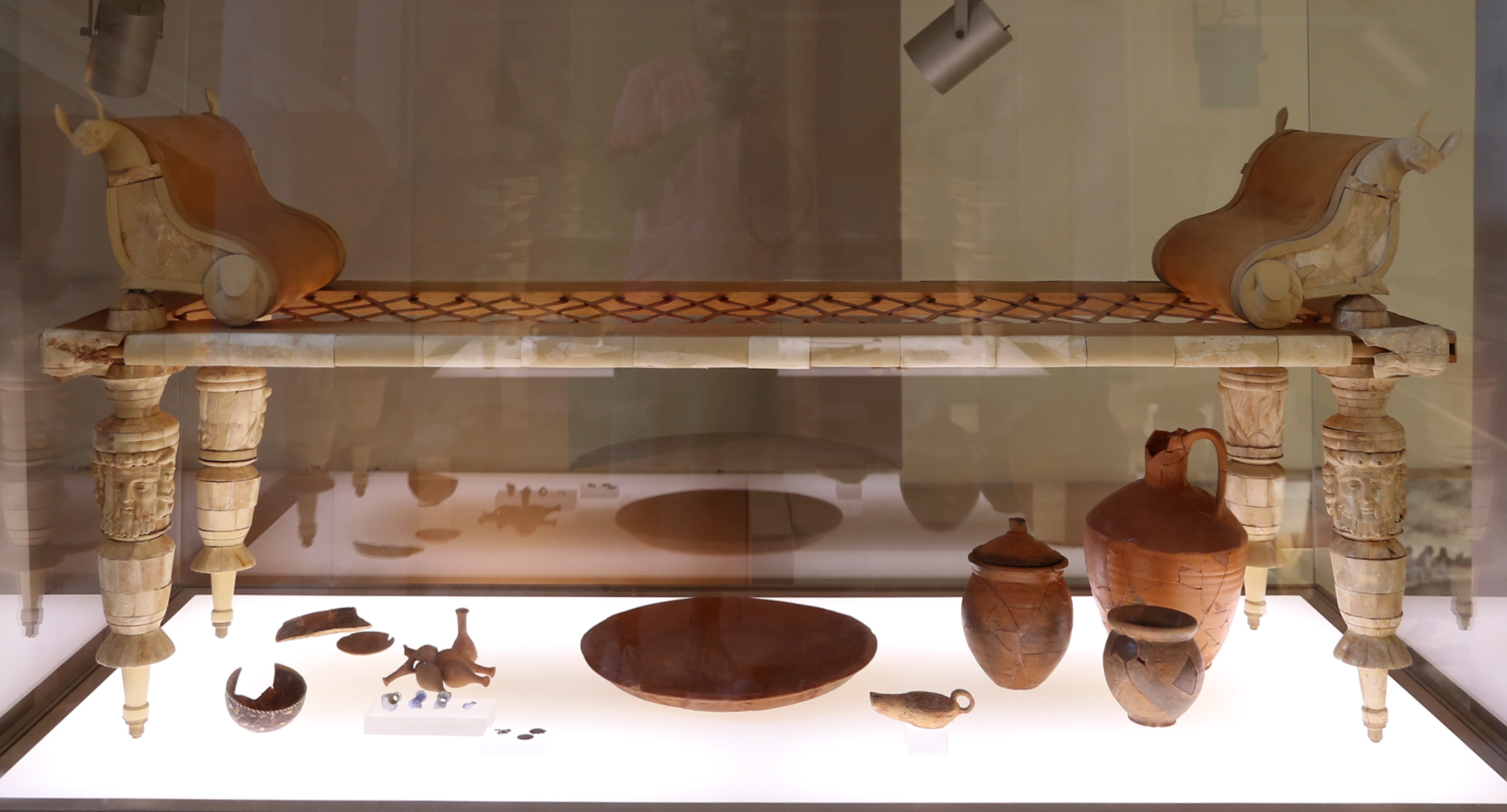
Totenbett aus Knochen
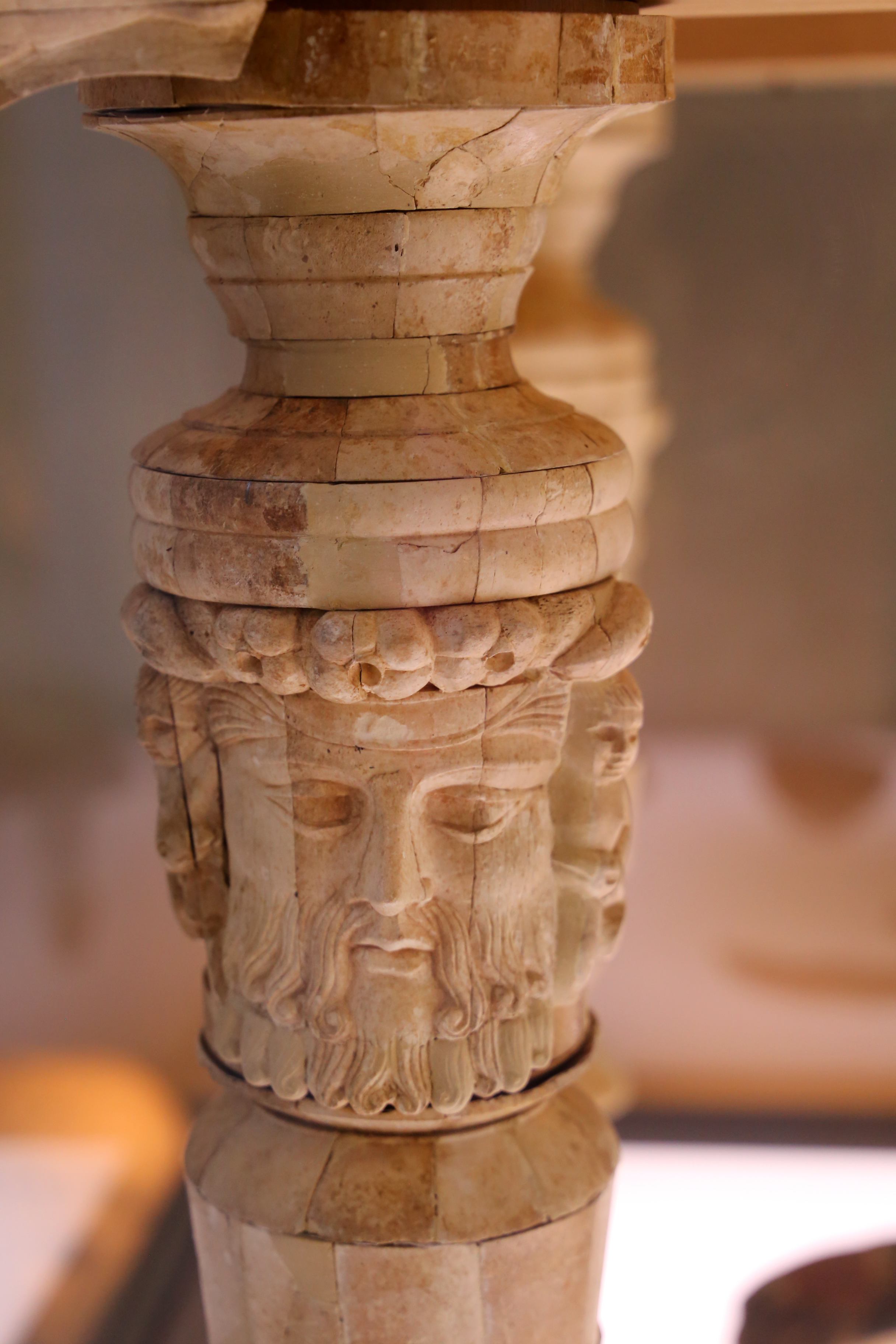
Detail des Totenbetts

### Nekropole „Cantone“
Die Nekropole „Cantone“ ⊙ liegt etwa einen halben Kilometer nordöstlich vom Vicus „S. Castro“ in einem kleinen Tal, das den Hügel „La Giostra“ auf seiner Ostseite eingrenzt. Die Nähe zum Vicus lässt den Schluss zu, dass die Nekropole zu Ende der Römischen Republik entstanden ist. Die Gräber sind in parallelen Reihen auf einer Höhe zwischen 985 m und 995 m auf beiden Talseiten angelegt.
Bekannt sind etwa 60 Gräber. Alle Grabstellen waren für Erdbestattungen bestimmt. 30 Gräber wurden von der Universität Pisa bei den Grabungen zwischen 1969 und 1975 untersucht. Die anderen Gräber wurden von Grabräubern aufgebrochen, so dass sie für eine wissenschaftliche Auswertung nur sehr begrenzt von Nutzen waren. Die Gräber sind teils in den felsigen Untergrund geschlagen, teils aus Steinen aufgeschichtet, die aus einem Steinbruch in der Nähe stammen. In einigen Fällen ist die Umfassungsmauer noch erhalten, die die Gräber miteinander verband. Einige Gräber weisen an der Vorderseite eine Tür in der Form einer Stele auf, die zum Teil mit Inschriften versehen sind. Sie besitzen fast ausschließlich einen rechteckigen oder trapezförmigen Grundriss, lediglich ein Grab hat einen quadratischen Grundriss. In vier Gräbern konnten Spuren von Wandmalereien ausgemacht werden, die überwiegend in roter Farbe gehalten sind. Dargestellt sind Girlanden und geometrische Figuren. In einem Grab war auch ein Vogel abgebildet.
Alle Gräber waren gleich strukturiert und verfügten über eine Grabnische für Grabbeigaben und das Totenmahl, das in den Abruzzen mindestens seit dem 5. Jahrhundert v. Chr. in Brauch war. Die Nekropole „Cantone“ wurde längere Zeit für Bestattungen genutzt, da in einigen Gräbern mehrere Skelette womöglich von Familienmitgliedern verschiedener Generation entdeckt wurden. Insgesamt wurden die Gebeine von 47 Individuen ausgemacht, von 23 Männern, 22 Frauen und von zwei Kindern. Die Verstorbenen wurden bekleidet bestattet, worauf gefundene Fibeln und Schuhbroschen hinweisen. Anhand der Grabbeigaben lässt sich festlegen, dass die Nekropole vom Ende des 1. Jahrhunderts v. Chr. bis zur Mitte des 1. Jahrhunderts n. Chr. als Grabstätte genutzt wurde.
Besonders erwähnenswert sind die Grabbeigaben von Grab Nr. 14. Letzteres ist das einzige Grab, das als Monumentalgrab bezeichnet werden kann und auf den besonderen sozialen Status des Bestatteten hinweist. Im Sommer 1969 konnten in dem Grab 700 bearbeitete Knochenteile geborgen werden, die von zwei Totenbetten stammen. Eines der beiden wahrscheinlich aus Rinder- und Pferdeknochen gefertigten Totenbetten konnte anhand der Teile rekonstruiert werden und ist im Archäologischen Nationalmuseum der Abruzzen in Chieti ausgestellt.
Die osteologische Analyse der sterblichen Überreste ergab Rückschlüsse auf die Lebensweise und Ernährung der Bewohner von Amplero. Sie basierte vor allem auf vegetarischer Kost, wie Hülsenfrüchte, Zwiebeln, Ackerbohnen, Äpfel, Feigen und Mandeln. Fleisch wurde nur gelegentlich verzehrt, vor allem vom Schwein. Belegt ist die Zucht von Schweinen in der Marsica auch in historischen Quellen. Der Anbau von Getreide war dagegen aufgrund der Boden- und Klimaverhältnisse sehr begrenzt. Möglicherweise wurde nur etwas Gerste, Dinkel und Zweikorn angebaut. Daran änderte sich auch nichts, nachdem die Waldflächen im Apennin ab dem 1. Jahrhundert n. Chr. weitflächig zugunsten einer intensiveren landwirtschaftlichen Nutzung abgeholzt wurden.

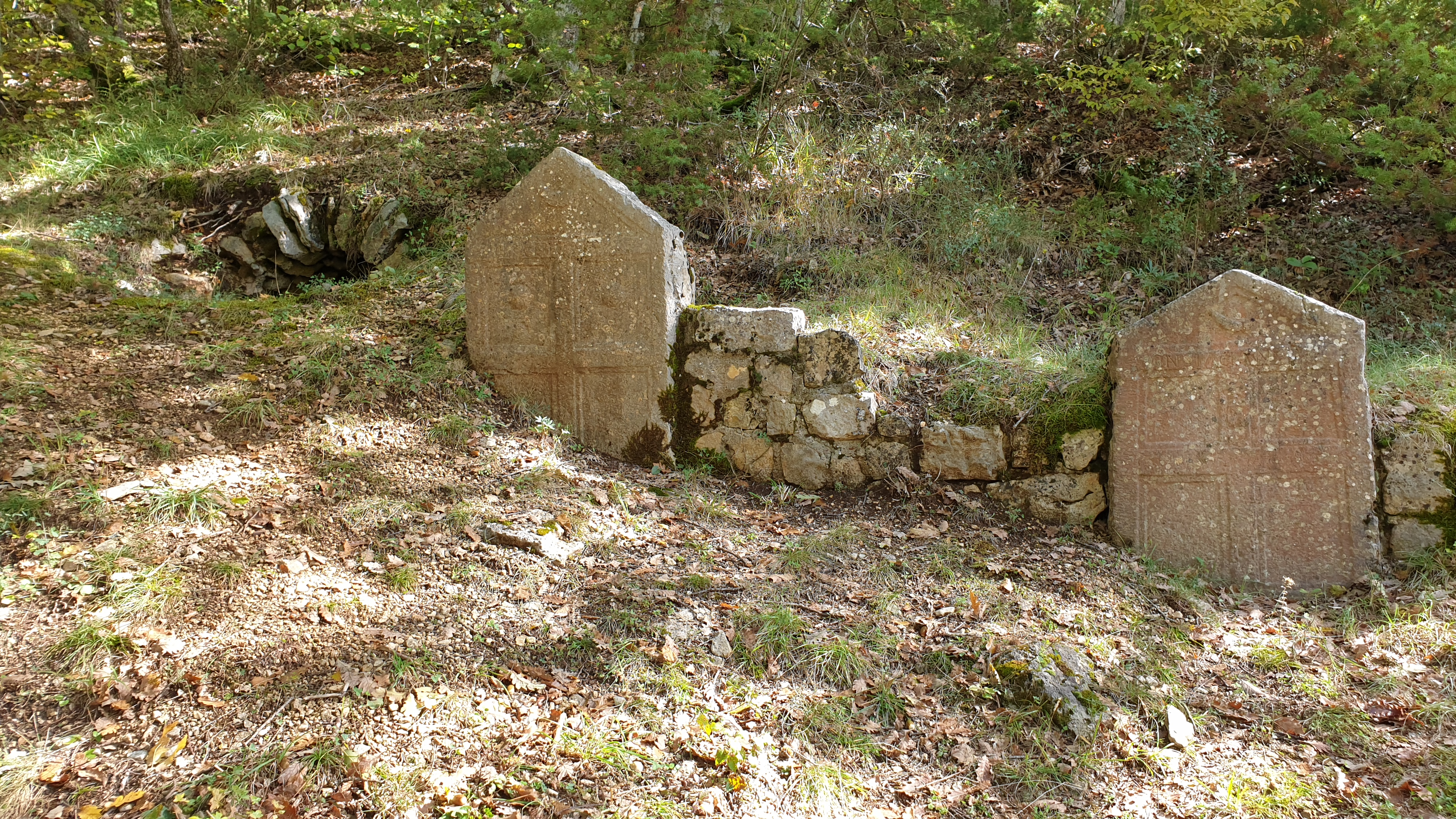
Nekropole Cantone
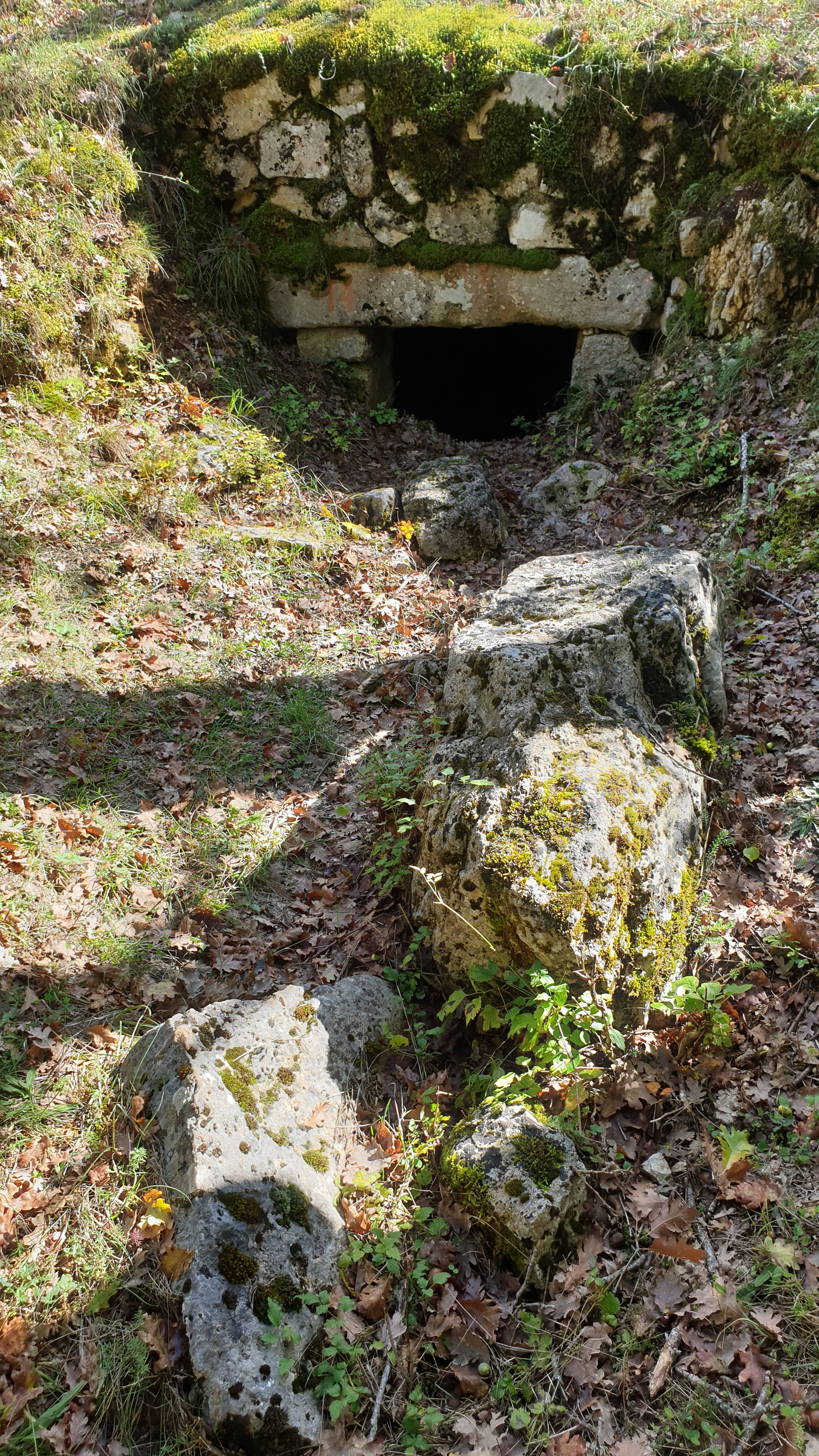
Grab Nr. 14
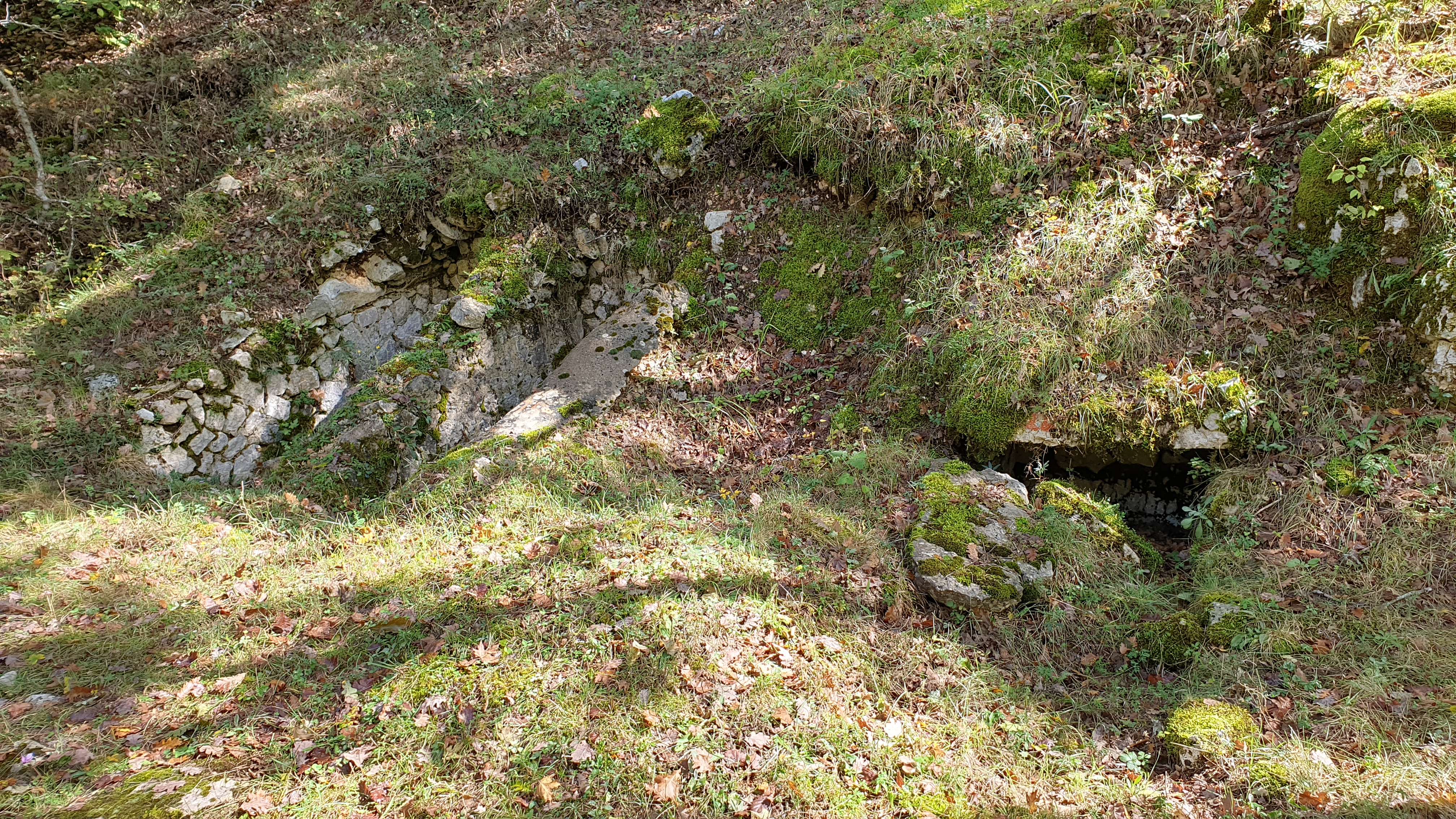
Nekropole Cantone